# Izba adwokacka

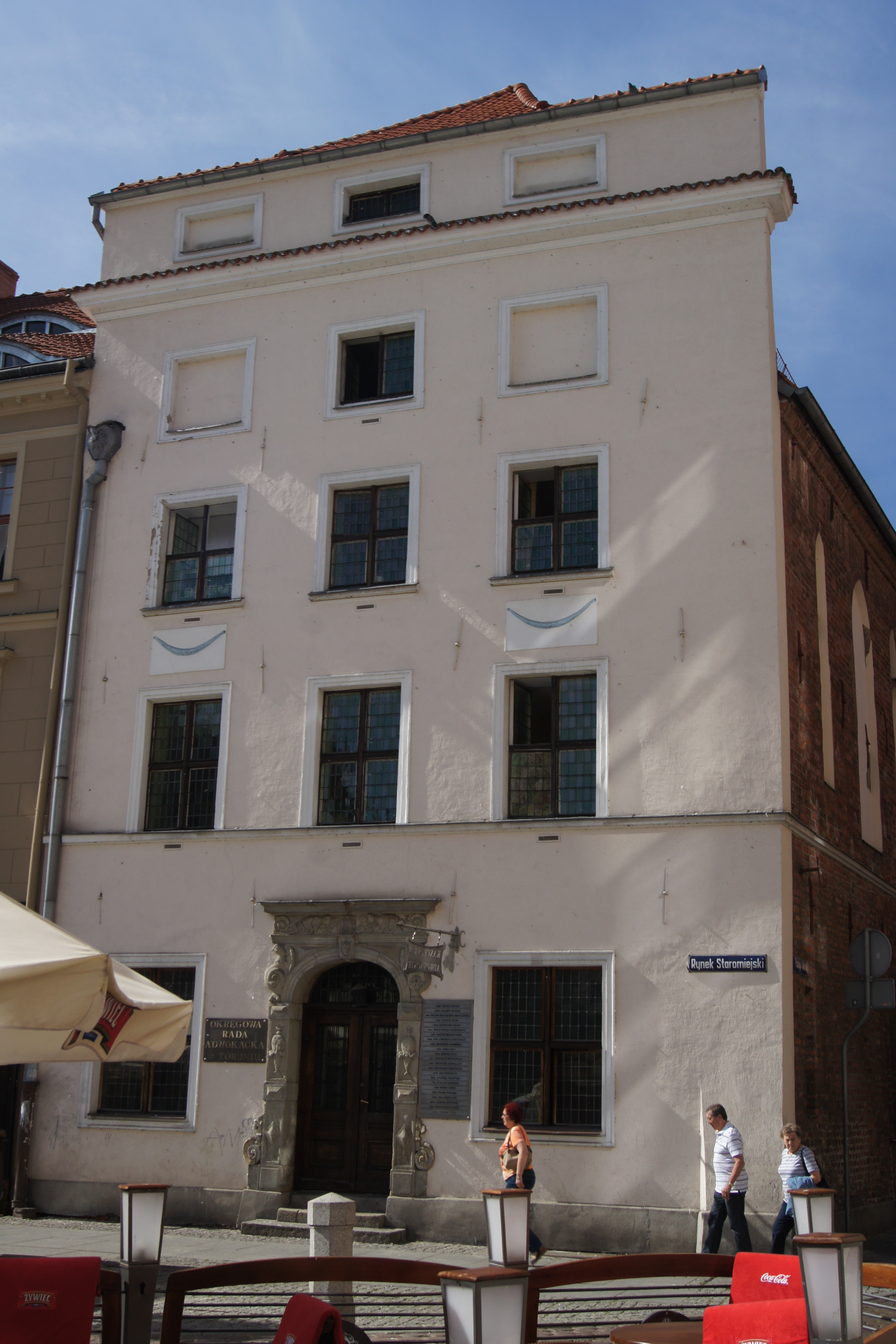
Siedziba Okręgowej Rady Adwokackiej w Toruniu

Izba adwokacka – ogół polskich adwokatów i aplikantów adwokackich, mających siedzibę na terenie izby, której zasięg terytorialny określa Naczelna Rada Adwokacka, biorąc pod uwagę głównie podział terytorialny administracji sądowej. Przepisy o samorządzie zawodowym adwokatów reguluje ustawa – Prawo o adwokaturze.

## Organy izby adwokackiej
Organami izby adwokackiej są (art. 39 ustawy):
- zgromadzenie izby składające się z adwokatów wykonujących zawód oraz delegatów pozostałych adwokatów. Kompetencje zgromadzenia (art. 40 ustawy): wybiera delegatów na Krajowy Zjazd Adwokatury, wybiera dziekana, wybiera prezesa sądu dyscyplinarnego i członków tego sądu, wybiera rzecznika dyscyplinarnego, wybiera przewodniczącego i członków komisji rewizyjnej, wybiera członków i zastępców członków rady okręgowej, uchwala budżet izby i ustala składki, zatwierdza sprawozdanie roczne (merytoryczne i finansowe) i udziela absolutorium radzie, podejmuje inne uchwały. Zwyczajne zgromadzenia izby odbywają się raz w roku,
- okręgowa rada adwokacka (skrót: ORA) – skład rady: dziekan, 5–15 członków i 2–4 zastępców członków (art. 42 ustawy). Ze swojego grona rada wybiera prezydium (art. 43 ustawy), które przygotowuje posiedzenia rady. Prezydium to: dziekan, 1–2 wicedziekanów, sekretarz i – czasem – jego zastępca, skarbnik, rzecznik dyscyplinarny. Kompetencje rady: wszystkie sprawy niezastrzeżone dla innych organów adwokatury lub innych organów izby, zawieszanie adwokata niepłacącego składek od 6 miesięcy, wnioskowanie o wszczęcie postępowania wobec podmiotu łamiącego przepisy o świadczeniu pomocy prawnej (doradcy prawni mogą świadczyć pomoc prawną na podstawie Prawa przedsiębiorców). Rada publikuje aktualną listę adwokatów i listę aplikantów adwokackich w Biuletynie Informacji Publicznej (art. 49 ustawy),
- sąd dyscyplinarny,
- rzecznik dyscyplinarny (art. 39 pkt 3a ustawy),
- komisja rewizyjna.

## Podział administracyjny Izb Adwokackich
W Polsce istnieją 24 okręgowe izby adwokackie: Białymstoku, Bielsku-Białej, Bydgoszczy, Częstochowie, Gdańsku, Katowicach, Kielcach, Koszalinie, Krakowie, Lublinie, Łodzi, Olsztynie, Opolu, Płocku, Poznaniu, Radomiu, Rzeszowie, Siedlcach, Szczecinie, Toruniu, Wałbrzychu, Warszawie, Wrocławiu i Zielonej Górze.